# Alfred Chupin
Alfred Chupin   (Brest, 13 d'agost de 1916 - Formentera, 26 de juliol de 2021), de nom complet Alfred Pierre Marie Chupin, va ser un polític francès.

## Biografia
Fill d'un comerciant de Brest, es va formar com a enginyer en ingressar a l'École de l'Air el 1936. Durant poc temps va fer de pilot de l'Exèrcit de l'aire francès en els avions Bloch 210 i Douglas DR7. Desmobilitzat el 1942 i acabats els estudis a l'École supérieure d'électricité, va treballar al servei tècnic de telecomunicacions de París. Va reintegrar-se a la resistència el juny del 1944 i va esdevenir capità de les Forces Franceses de l'Interior. Després de la Segona Guerra Mundial, en tant que patró d'una empresa de plomeria i calefacció, va ser inspirat per Charles de Gaulle per a entrar en política.
Chupin va ser elegit alcalde de Brest el 1947 i va seguir així el triomf d'altres polítics del Reagrupament del Poble Francès. Va ser reelegit el 1950, tot i que el seu segon mandat es va veure afectat per la mort d'Édouard Mazé, un opositor polític de la Confederació General del Treball que va ser assassinat durant una manifestació durament reprimida per la policia el 17 d'abril del 1950.
El 1949, va esdevenir conseller general de Finisterre i el 1951, va ser elegit a l'Assemblea Nacional per al dit departament, sempre com a membre del FPR. Durant el mandat, va mudar ideològicament al centreesquerra i es va unir a la Unió Democràtica i Socialista de la Resistència una vegada el FPR es va dissoldre el 1953. Aquell any, no va ser reelegit alcalde de Brest; el va vèncer el candidat del Mouvement Républicain Populaire Yves Jaouen.
Chupin va afavorir Pierre Mendès France i les seves polítiques i es va anar allunyant dels ideals gaullistes que havia sostingut quan va donar suport al tractat que va establir la Comunitat Europea de Defensa.
El 1956, Chupin va perdre l'escó a l'Assemblea Nacional en obtenir només un 3,2 % dels vots. Va deixar definitivament, doncs, la política.
Va morir a Formentera el 26 de juliol del 2021 a l'edat de 104 anys.